# Лупак
Лупак (рум. Lupac) је насеље и седиште општине Лупак, округ Караш-Северен у Румунији. Према попису из 2021. године у насељу је било 828 становника. Налази се на надморској висини од 278 м.

## Историја
По "Румунској енциклопедији" место се први пут помиње у средњовековним документима 1598. године као Moyselupak, затим 1785. и 1851. године као Lupak, 1828. године као Luppak, a данас је званични румунски назив Lupac. Населили су га за време Турака Карашевци.
Аустријски царски ревизор Ерлер је 1776. године констатовао да је Лупак место у Карашовском округу, а становништво је претежно српско.

## Становништво
Према попису из 2002. године у месту Лупак је живело 964 становника, а већинско становништво су били Карашевци, етничка група српског говорног подручја, који се углавном декларишу као Хрвати, а мањи део као Карашевци и Срби.
| Етнички састав према попису из 2002. године‍ | Етнички састав према попису из 2002. године‍ | Етнички састав према попису из 2002. године‍ | Етнички састав према попису из 2002. године‍ | Етнички састав према попису из 2002. године‍ |
| ------------------------------------------- | ------------------------------------------- | ------------------------------------------- | ------------------------------------------- | ------------------------------------------- |
|                                             |                                             |                                             |                                             |                                             |
| Хрвати (Карашевци)                          | Хрвати (Карашевци)                          |                                             | 834                                         | 86,5%                                       |
| Румуни                                      | Румуни                                      |                                             | 113                                         | 11,7%                                       |
| Немци                                       | Немци                                       |                                             | 13                                          | 1,3%                                        |
| остали                                      | остали                                      |                                             | 4                                           | 0,1%                                        |

На попису становништва из 1992. године већина Карашевака се изјаснила као Карашевци.
| Етнички састав према попису из 1992. године‍ | Етнички састав према попису из 1992. године‍ | Етнички састав према попису из 1992. године‍ | Етнички састав према попису из 1992. године‍ | Етнички састав према попису из 1992. године‍ |
| ------------------------------------------- | ------------------------------------------- | ------------------------------------------- | ------------------------------------------- | ------------------------------------------- |
|                                             |                                             |                                             |                                             |                                             |
| Карашевци                                   | Карашевци                                   |                                             | 480                                         | 44,3%                                       |
| Хрвати (Карашевци)                          | Хрвати (Карашевци)                          |                                             | 384                                         | 35,4%                                       |
| Румуни                                      | Румуни                                      |                                             | 159                                         | 14,7%                                       |
| Срби                                        | Срби                                        |                                             | 40                                          | 3,7%                                        |
| остали                                      | остали                                      |                                             | 21                                          | 1,9%                                        |

### Кретање броја становника
| Година       | 1831 | 1851 | 1865 | 1880 | 1896 | 1927 | 1930 | 1941 | 1956  | 1977  | 1992  | 2002 | 2011 | 2021 |
| ------------ | ---- | ---- | ---- | ---- | ---- | ---- | ---- | ---- | ----- | ----- | ----- | ---- | ---- | ---- |
| Становништво | 933  | 937  | 621  | 799  | 866  | 821  | 850  | 898  | 1.021 | 1.112 | 1.084 | 964  | 884  | 828  |